# Eskobar
Eskobar ist eine schwedische Indie-Pop-Band.

## Geschichte
Ende 1996 gründeten Daniel Bellqvist (Gesang), Frederik Zäll (Gitarre) und Robert Birming (Schlagzeug) im schwedischen Åkersberga die Band Eskobar. Der Stil war stark vom Britpop beeinflusst mit melancholischem Einschlag. 2000 veröffentlichten sie mit Til We're Dead ihr erstes Album. Vom Charakter her ist es sehr ruhig und melancholisch. 2002 erschien der Nachfolger There's Only Now, welcher poppiger und kommerzieller war. Außerdem beinhaltet das Album ein Duett mit Heather Nova (Someone New).
2004 folgte mit A Thousand Last Chances das dritte und wieder etwas rockigere Studioalbum, aus dem vorab die Single Love Strikes veröffentlicht worden war. Im gleichen Jahr veröffentlichten sie eine Coverversion des in den 1980er Jahren gefeierten Hits Reality von Richard Sanderson, das exklusiv auf dem Soundtrack des Filmes Kleinruppin forever erschien.
2006 veröffentlichte die Band ihr viertes, selbstbetiteltes Album. Es war das erste, das die Band auf ihrem eigenen Plattenlabel veröffentlichte.
Am 11. September 2009 gab Robert Birming seinen Austritt aus der Band bekannt.
Am 28. März 2017 gab die Gruppe auf ihrer Facebook-Seite bekannt, dass sie einen neuen Schlagzeuger hat, Joacim „Jocke“ Brunnberg.

## Diskografie

### Alben
- 2000: Til We’re Dead
- 2002: There’s Only Now
- 2004: A Thousand Last Chances
- 2006: Eskobar
- 2008: Death in Athens
- 2015: Live
- 2016: Magnetic
- 2020: Chapter 2

### Singles und EPs
- 1999: On a Train
- 2000: Good Day for Dying
- 2001: Tumbling Down
- 2000: Counterfeit EP
- 2001: Tumbling Down (Dead Mono Version)
- 2001: Into Space
- 2001: Tell Me I’m Wrong
- 2002: Someone New (mit Heather Nova)
- 2002: On the Ground
- 2002: Move On
- 2004: Love Strikes
- 2004: Bring the Action (nur in Schweden)
- 2004: You Got Me (mit Emma Daumas)
- 2005: Even If You Know Me (nur in Schweden)
- 2006: Persona Gone Missing
- 2006: Devil Keeps Me Moving
- 2006: Whatever This Town
- 2008: As the World Turns
- 2008: Halleluja New World
- 2008: Silver and Gold
- 2014: Untrap Yourself
- 2015: The Starlight EP
- 2020: When Your Heroes Fall
- 2020: Roller Coaster
- 2020: Behind the Sun
- 2020: Hey Sister
- 2020: Living in the Sky
- 2020: Nobody Higher, No One Above
- 2020: Light It Up in Love

## Zitat
„Wie die meisten jungen Bands haben wir alles imitiert, was uns zu Ohren gekommen ist. Irgendwann haben wir dann unsere Augenbinde abgenommen und gewagt, unsere eigene Musik zu machen“